# Mega Movers

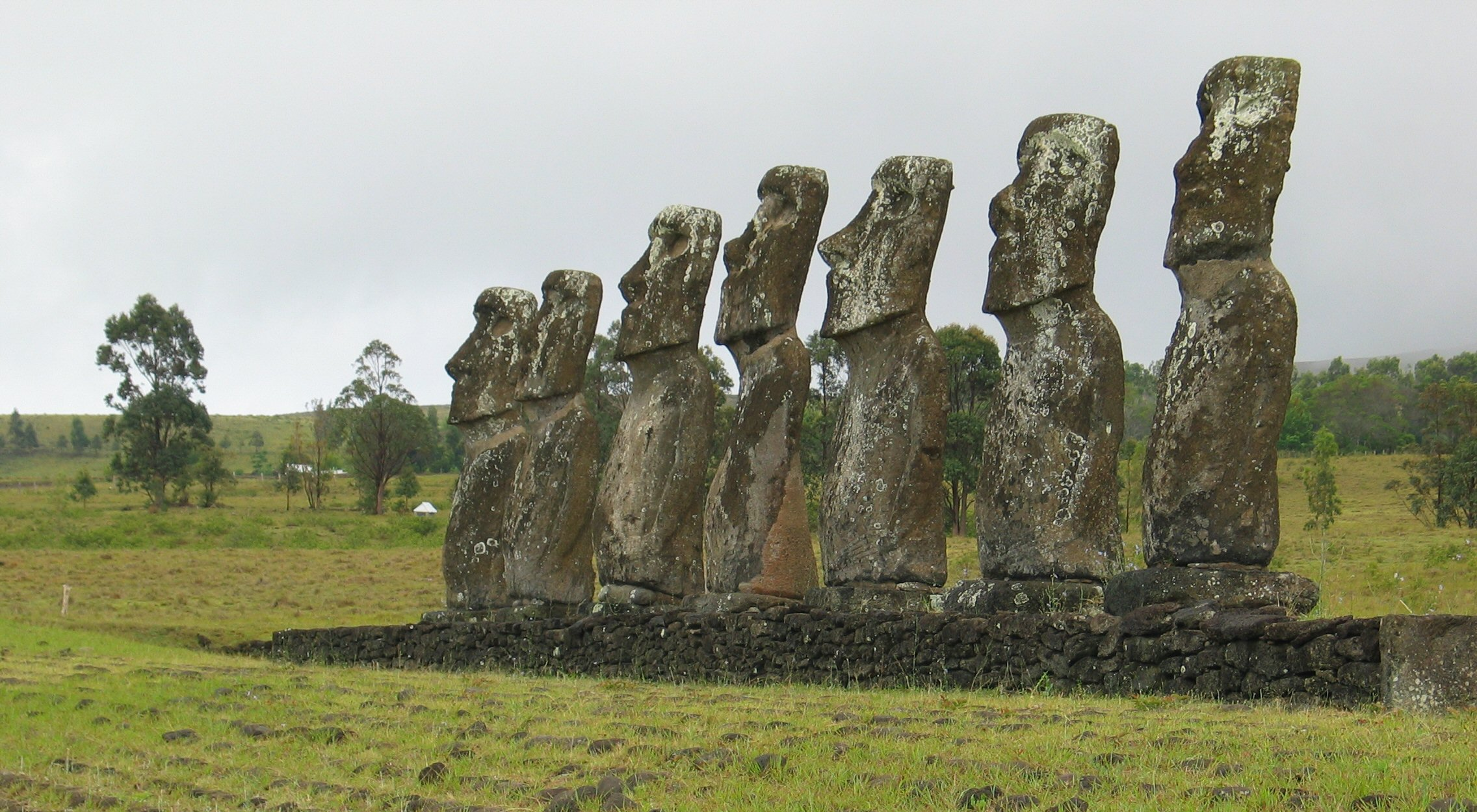
Paaseiland (Rapa Nui)

Mega Movers is een televisieserie die sinds 2006 door History wordt uitgezonden. De serie brengt in beeld hoe verhuizingen van grote omvang en zwaarte uitgevoerd worden, zoals bruggen en gebouwen, over land en over water.
In de Mega Movers-serie worden onder meer militaire installaties, schepen van land en van de zeebodem, vliegdekschepen, oude woonhuizen, een vliegveld, het Pentagon en standbeelden van het Paaseiland verplaatst.